# جمهورية كوبا (1902–1959)
جمهورية كوبا من 1902 إلى 1959 تشمل الفترة التي تلت استقلال كوبا عن الإمبراطورية الإسبانية ونهاية احتلالها العسكري الأمريكي الأول في عام 1902. تضمنت هذه الحقبة العديد من الحكومات المتغيرة والاحتلالات العسكرية الأمريكية، وانتهت بنجاح الثورة الكوبية عام 1959. خلال هذه الفترة، مارست الولايات المتحدة تأثيرًا كبيرًا على السياسة الكوبية، لا سيما من خلال تعديل بلات.
اعتُبرت حكومات كوبا دولًا عميلة للولايات المتحدة. من 1902 إلى 1932، تضمن القانون الكوبي والأمريكي تعديل بلات، الذي ضمن حق الولايات المتحدة في التدخل في كوبا ووضع قيودًا على العلاقات الخارجية الكوبية. في عام 1934، وقعت كوبا والولايات المتحدة معاهدة العلاقات التي ألزمت كوبا بموجبها بمنح معاملة تفضيلية لاقتصادها للولايات المتحدة، في المقابل منحت الولايات المتحدة لكوبا حصة مضمونة بنسبة 22 في المائة من سوق السكر في الولايات المتحدة والتي تم تعديلها فيما بعد إلى نسبة 49% في عام 1949.
في جمهورية كوبا الحديثة، تُعرف الفترة من 1902 إلى 1959 باسم الجمهورية الاستعمارية الجديدة(بالإسبانية: República Neocolonial)‏، بينما يشير إليها المنفيون الكوبيون باسم كوبا الحرة (بالإسبانية: Cuba Libre)‏.

## 1902-1933: الحكومات المبكرة

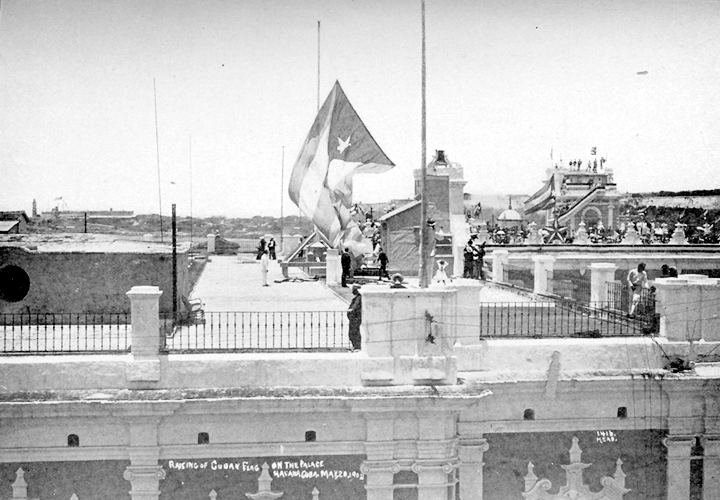
رفع العلم الكوبي على قصر الحاكم العام ظهر يوم 20 مايو 1902.

بعد الحرب الإسبانية الأمريكية، وقعت إسبانيا والولايات المتحدة على معاهدة باريس لعام 1898، والتي بموجبها تنازلت إسبانيا عن بورتوريكو والفلبين وغوام إلى الولايات المتحدة مقابل مبلغ 20 مليون دولار (ما يعادل 622 مليون دولار أمريكي في عام 2020. حصلت كوبا على استقلالها الرسمي عن الولايات المتحدة في 20 مايو 1902 باسم جمهورية كوبا. بموجب الدستور الكوبي الجديد، احتفظت الولايات المتحدة بالحق في التدخل في الشؤون الكوبية والإشراف على شؤونها المالية والعلاقات الخارجية. بموجب تعديل بلات، استأجرت الولايات المتحدة قاعدة خليج غوانتانامو البحرية من كوبا.

### الاحتلال الأمريكي 1906-1908
بعد التطهير السياسي والانتخابات الفاسدة والمزورة في عام 1906، واجه الرئيس الأول توماس إسترادا بالما تمردًا مسلحًا من قبل قدامى المحاربين في الحرب. كما هو الحال في حرب الاستقلال، كان الأفرو-كوبيون ممثلين تمثيلا زائدا في جيش المتمردين عام 1906. بالنسبة لهم أحيت ثورة أغسطس الآمال في الحصول على «نصيب شرعي» في حكومة كوبا. في 16 أغسطس 1906، خوفا من استعداد الحكومة لسحق المؤامرة رفع الجنرال السابق بجيش التحرير بينو جويرا راية الثورة. اعتقلت بالما على الفور كل سياسي ليبرالي في متناول اليد؛ ذهب الباقي تحت الأرض. في محاولة لتجنب التدخل، أرسل روزفلت مبعوثين إلى هافانا للبحث عن حل وسط بين الحكومة والمعارضة. فيما يتعلق بمثل هذا الحياد كالتصويت على اللوم على حكومته، استقال بالما وجعل حكومته بأكملها تستقيل أيضًا تاركًا الجمهورية بدون حكومة وأجبر الولايات المتحدة على السيطرة على الجزيرة. أعلن روزفلت على الفور أن الولايات المتحدة اضطرت للتدخل في كوبا وأن هدفها الوحيد هو تهيئة الظروف اللازمة لإجراء انتخابات سلمية.

### 1908-1924
في عام 1908 تمت استعادة الحكم الذاتي عندما تم انتخاب خوسيه ميغيل غوميز رئيسًا، لكن الولايات المتحدة استمرت في التدخل في الشؤون الكوبية. في عام 1912، حاول حزب بارتيدو إندبندنت دي كولر إنشاء جمهورية سوداء منفصلة في مقاطعة أورينت، ولكن تم قمعه من قبل الجنرال مونتيجودو بإراقة دماء كثيرة.
لعب إنتاج السكر دورًا مهمًا في السياسة والاقتصاد الكوبيين. في العشرينات من القرن العشرين، أثناء وبعد الحرب العالمية الأولى، أدى النقص في إمدادات السكر العالمية إلى حدوث طفرة اقتصادية في كوبا، تميزت بالازدهار وتحويل المزيد والمزيد من الأراضي الزراعية إلى زراعة السكر. بلغت الأسعار ذروتها ثم انهارت في عام 1920 مما أدى إلى تدمير البلاد مالياً والسماح للمستثمرين الأجانب باكتساب نفوذ أكبر مما لديهم بالفعل. سمي هذا الاضطراب الاقتصادي «برقصة الملايين».

### عصر ماتشادو
في عام 1924، تم انتخاب جيراردو ماتشادو رئيسًا. خلال فترة إدارته زادت السياحة بشكل ملحوظ، وتم بناء الفنادق والمطاعم المملوكة لأمريكا لاستيعاب تدفق السياح. أدى الازدهار السياحي إلى زيادة ممارسة القمار والدعارة في كوبا. تمتع ماتشادو في البداية بدعم الكثير من الجمهور ومن جميع الأحزاب السياسية الرئيسية في البلاد. ومع ذلك انخفضت شعبيته بشكل مطّرد. في عام 1928 أجرى انتخابات كانت ستمنحه ولاية أخرى، هذه واحدة من ست سنوات، على الرغم من وعده بالخدمة لفترة واحدة فقط.

## 1933-1958: اضطرابات وحكومات جديدة

### ثورة 1933
أدى انهيار وول ستريت عام 1929 إلى انخفاضات حادة في أسعار السكر، والاضطرابات السياسية، والقمع. تحول الطلاب المحتجون المعروفون باسم جيل 1930، ومنظمة إرهابية سرية تعرف باسم (ABC)، إلى العنف في مواجهة ماتشادو التي لا تحظى بشعبية على نحو متزايد.
وصل السفير الأمريكي سومنر ويلز في مايو 1933 وبدأ حملة دبلوماسية تضمنت «وساطة» مع مجموعات المعارضة بما في ذلك ABC. أدت هذه الحملة إلى إضعاف حكومة ماتشادو بشكل كبير، ومهدت الطريق لتغيير النظام مدعومة بالتهديد بالتدخل العسكري.
حصل الإضراب العام (الذي وقف فيه الحزب الاشتراكي الشعبي إلى جانب ماتشادو)، وانتفاضات بين عمال السكر، وتمرد الجيش، مما دفع ماتشادو إلى المنفى في أغسطس 1933. وحل محله كارلوس مانويل دي سيسبيديس إي كيسادا، نجل الوطني الكوبي كارلوس مانويل دي سيسبيديس والسفير السابق لدى الولايات المتحدة.

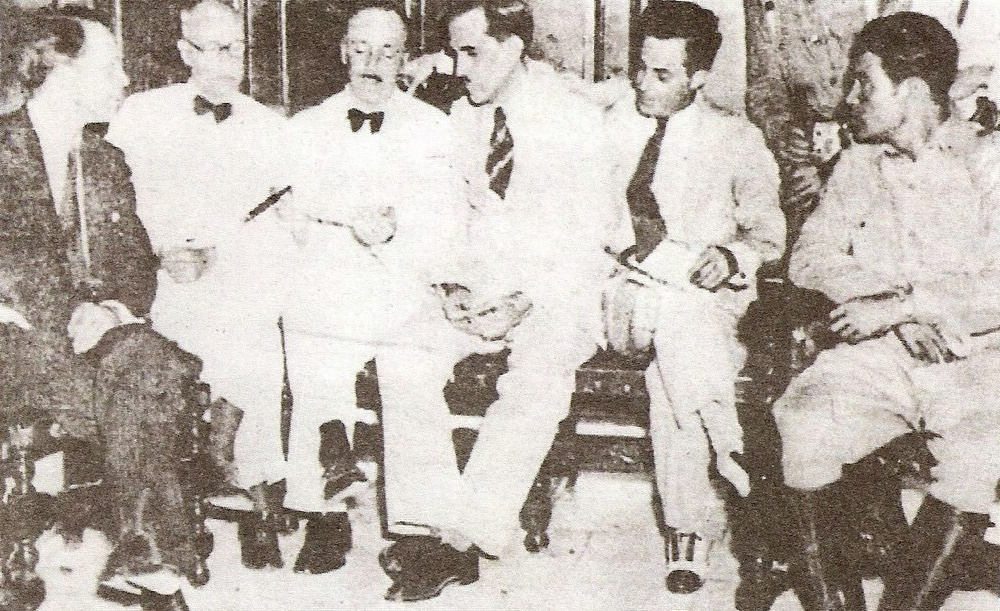
ائتلاف بنتاركي 1933. يظهر فولجينسيو باتيستا، الذي كان يسيطر على القوات المسلحة، في أقصى اليمين.

في سبتمبر 1933، أطاحت ثورة الرقباء بقيادة الرقيب فولجينسيو باتيستا بسيسبيديس. خدم الجنرال ألبرتو إريرا لفترة وجيزة كرئيس (12-13 أغسطس) تلاه كارلوس مانويل دي سيسبيديس إي كيسادا من 13 أغسطس حتى 5 سبتمبر 1933. تم اختيار لجنة تنفيذية من خمسة أعضاء (ائتلاف بنتاركي 1933) لرئاسة حكومة مؤقتة. تم طردهم من قبل منظمة يقودها الطلاب، والتي عينت رامون غراو سان مارتن كرئيس مؤقت وأقرت إصلاحات مختلفة خلال حكومة المائة يوم التالية. استقال غراو في عام 1934، وبعد ذلك سيطر باتيستا على السياسة الكوبية لمدة 25 عامًا، في البداية من خلال سلسلة من الرؤساء الدمى. كانت الفترة من 1933 إلى 1937 فترة «حرب اجتماعية وسياسية متواصلة تقريبًا».

### دستور عام 1940
تم تبني دستور جديد في عام 1940، والذي صمم أفكارًا تقدمية جذرية، بما في ذلك الحق في العمل والرعاية الصحية. انتخب باتيستا رئيسًا في نفس العام وشغل هذا المنصب حتى عام 1944. وهو حتى الآن الكوبي الوحيد غير الأبيض الذي يفوز بأعلى منصب سياسي في البلاد. قامت حكومته بإصلاحات اجتماعية كبرى. شغل العديد من أعضاء الحزب الشيوعي مناصب تحت إدارته. لم تشارك القوات المسلحة الكوبية بشكل كبير في القتال خلال الحرب العالمية الثانية، على الرغم من أن الرئيس باتيستا اقترح هجومًا مشتركًا بين الولايات المتحدة وأمريكا اللاتينية على إسبانيا فرانكو من أجل الإطاحة بنظامها الاستبدادي.
التزم باتيستا بدستور عام 1940 الذي يمنع إعادة انتخابه. كان رامون جراو سان مارتن الفائز في الانتخابات التالية عام 1944. كما أدى غراو إلى تآكل قاعدة الشرعية المترنحة بالفعل للنظام السياسي الكوبي، لا سيما من خلال تقويض الكونجرس والمحكمة العليا المعيبة بشدة، وإن لم تكن غير فعالة تمامًا. كارلوس بريو سوكاراس، أحد أتباع غراو، أصبح رئيسًا في عام 1948. شهدت فترتي حزب أوتنتيكو تدفقًا للاستثمار أدى إلى ازدهار ورفع مستويات المعيشة لجميع شرائح المجتمع وخلق طبقة وسطى مزدهرة في معظم المناطق الحضرية.

### دكتاتورية باتيستا

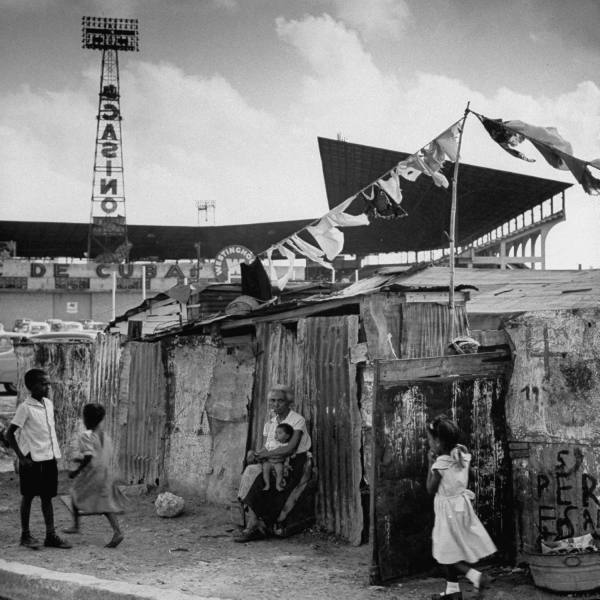
مساكن الأحياء الفقيرة (بوهيو) في هافانا، كوبا في عام 1954، خارج ملعب البيسبول في هافانا. في الخلفية يوجد إعلان عن كازينو قريب.

بعد أن خاض الانتخابات الرئاسية عام 1952 دون جدوى قام باتيستا بانقلاب. بالعودة إلى السلطة وتلقي الدعم المالي والعسكري واللوجستي من حكومة الولايات المتحدة، علق باتيستا دستور عام 1940 وألغى معظم الحريات السياسية، بما في ذلك الحق في الإضراب. قام بحظر الحزب الشيوعي الكوبي عام 1952. ثم تحالف مع أغنى ملاك الأراضي الذين يمتلكون أكبر مزارع قصب السكر، وتولى رئاسة اقتصاد راكد أدى إلى توسيع الفجوة بين الكوبيين الأغنياء والفقراء. في النهاية وصلت إلى النقطة التي كانت معظم صناعة السكر في أيدي الولايات المتحدة، وامتلك الأجانب 70% من الأراضي الصالحة للزراعة. على هذا النحو، بدأت حكومة باتيستا القمعية في الاستفادة بشكل منهجي من استغلال المصالح التجارية لكوبا من خلال التفاوض على العلاقات المربحة مع كل من المافيا الأمريكية التي كانت تسيطر على تجارة المخدرات والمقامرة والدعارة في هافانا، ومع الشركات الأمريكية الكبرى متعددة الجنسيات. الذين حصلوا على عقود مربحة. لقمع الاستياء المتزايد بين عامة الناس -والذي ظهر لاحقًا من خلال أعمال الشغب والمظاهرات الطلابية المتكررة- أنشأ باتيستا رقابة أكثر صرامة على وسائل الإعلام، بينما استخدم أيضًا مكتبه لقمع الأنشطة الشيوعية والشرطة السرية لتنفيذ أعمال عنف وتعذيب والإعدامات العلنية. تصاعدت جرائم القتل هذه في عام 1957، حيث أصبحت الاشتراكية أكثر نفوذاً. قُتل العديد من الأشخاص، وتراوح عدد القتلى بين المئات إلى حوالي 20000 شخص. كان لدى كوبا أعلى معدلات استهلاك للفرد في أمريكا اللاتينية من اللحوم والخضروات والحبوب والسيارات والهواتف وأجهزة الراديو، على الرغم من أن حوالي ثلث السكان كان يعتبر فقيرًا وكان يتمتع بقليل نسبيًا من هذا الاستهلاك.
في عام 1958، كانت كوبا دولة متقدمة نسبيًا وفقًا لمعايير أمريكا اللاتينية، وفي بعض الحالات وفقًا للمعايير العالمية. من ناحية أخرى، تأثرت كوبا ربما بأكبر امتيازات النقابات العمالية في أمريكا اللاتينية، بما في ذلك حظر الفصل والميكنة. تم الحصول عليها إلى حد كبير «على حساب العاطلين عن العمل والفلاحين»، مما أدى إلى تفاوتات. بين عامي 1933 و 1958 وسعت كوبا الأنظمة الاقتصادية بشكل كبير مما تسبب في مشاكل اقتصادية. أصبحت البطالة مشكلة لأن الخريجين الذين يدخلون القوى العاملة لا يمكنهم العثور على وظائف. أصبحت الطبقة الوسطى التي كانت مماثلة لتلك الموجودة في الولايات المتحدة غير راضية بشكل متزايد عن البطالة والاضطهاد السياسي. دعمت النقابات العمالية باتيستا حتى النهاية. بقي باتيستا في السلطة حتى تم إجباره على النفي في ديسمبر 1958.

## السياحة
بين عامي 1915 و 1930 استضافت هافانا عددًا من السياح أكثر من أي مكان آخر في منطقة البحر الكاريبي. ويعزى التدفق في جزء كبير منه إلى قرب كوبا من الولايات المتحدة، حيث وقف الحظر التقييدي على الكحول وأنشطة التسلية الأخرى في تناقض صارخ مع الموقف التقليدي للجزيرة تجاه الأنشطة الترفيهية. أصبحت هذه السياحة ثالث أكبر مصدر للعملة الأجنبية في كوبا بعد صناعتي السكر والتبغ المهيمنتين. أصبحت المشروبات الكوبية مثل دايكويري وموخيتو شائعة في الولايات المتحدة خلال هذا الوقت بعد إلغاء الحظر.
أدى مزيج من الكساد الكبير في الثلاثينات، ونهاية الحظر، والحرب العالمية الثانية إلى إضعاف صناعة السياحة في كوبا بشدة، ولم تبدأ الأرقام في العودة إلى الجزيرة حتى الخمسينات من القرن العشرين. خلال هذه الفترة سيطرت الجريمة المنظمة الأمريكية على صناعات الترفيه والسياحة، وهو أسلوب عمل تم تحديده في مؤتمر هافانا سيئ السمعة لعام 1946. بحلول منتصف الخمسينات من القرن العشرين، أصبحت هافانا واحدة من الأسواق الرئيسية والطريق المفضل لتجارة المخدرات إلى الولايات المتحدة. وعلى الرغم من ذلك، نمت أعداد السائحين بشكل مطّرد بمعدل 8% سنويًا وأصبحت هافانا تُعرف باسم «لاس فيغاس اللاتينية».